# Escala en la ciudad
 Escala en la ciudad  es una película argentina en blanco y negro dirigida por Alberto de Zavalía sobre su propio guion escrito en colaboración con Carlos Aden que se estrenó el 30 de octubre de 1935 y que tuvo como protagonistas a Cecilia Lezard, Matilde Mur y Esther Vani. El casting estuvo a cargo de Ernesto Arancibia.

## Sinopsis
El idilio de un día entre una orillera y un pasajero de un barco que hace escala en el puerto.

## Reparto
- Eduardo Berri	…Christian
- Matilde Bhor	…Tita
- Héctor Cataruzza…Jaime Lara
- Cecilia Lezard….Pamela Pérez
- Esther Vani	…Estrella
- Amelia Bacigalupe
- Marjorie Gerrard
- Carmen Nogueras
- Horacio O'Carry
- Paco Del Valle
- Eduardo Fabre
- Santiago Illa
- Élida de Caro
- Eduardo Dans
- Irma Salas
- Kerry Kent
- C. H. Jones

## Comentario
El crítico Néstor en el diario Crítica opinó que “con un poco más de movimiento, con mayor agilidad en el desarrollo y con mejores intérpretes, esta producción habría resultado magnífica. Pero, aun así, es justo reconocer que alienta una honda sugestión de belleza y de emoción.